# Europees kampioenschap voetbal onder 18 - 1990 (kwalificatie)
De kwalificatie voor het Europees kampioenschap voetbal voor mannen onder 18 jaar van 1990 werd gespeeld tussen 21 september 1988 en 6 december 1989. Er zouden in totaal acht landen kwalificeren voor het eindtoernooi dat in juli 1990 heeft plaatsgevonden in Hongarije. Dat land heeft ook deelgenomen aan dit kwalificatietoernooi. In totaal deden er 31 landen van de UEFA mee.

## Gekwalificeerde landen
| # | Land        | Gekwalificeerd als |
| - | ----------- | ------------------ |
| 1 | Zweden      | Winnaar groep 1    |
| 2 | Sovjet-Unie | Winnaar groep 2    |
| 3 | Engeland    | Winnaar groep 3    |
| 4 | Portugal    | Winnaar groep 4    |
| 5 | België      | Winnaar groep 5    |
| 6 | Ierland     | Winnaar groep 6    |
| 7 | Spanje      | Winnaar groep 7    |
| 8 | Hongarije   | Winnaar groep 8    |

## Groepen en wedstrijden

### Groep 1
De wedstrijden werden gespeeld tussen 21 september 1988 en 1 november 1989.
| Pos | Team           | Wed | W | G | V | Ptn | DV | DT | +/− | Kwalificatie                      |     | SWE | POL | FRG | SCO |
| --- | -------------- | --- | - | - | - | --- | -- | -- | --- | --------------------------------- | --- | --- | --- | --- | --- |
| 1   | Zweden         | 6   | 3 | 2 | 1 | 8   | 15 | 4  | +11 | Geplaatst voor het hoofdtoernooi. |     | —   | 4–0 | 4–0 | 4–0 |
| 2   | Polen          | 6   | 3 | 2 | 1 | 8   | 7  | 8  | −1  |                                   |     | 2–2 | —   | 1–0 | 2–1 |
| 3   | West-Duitsland | 6   | 3 | 1 | 2 | 7   | 5  | 7  | −2  |                                   | 2–1 | 0–0 | —   | 1–0 |     |
| 4   | Schotland      | 6   | 0 | 1 | 5 | 1   | 3  | 11 | −8  |                                   | 0–0 | 1–2 | 1–2 | —   |     |

### Groep 2
De wedstrijden werden gespeeld tussen 12 oktober 1988 en 6 december 1989.
| Pos | Team        | Wed | W | G | V | Ptn | DV | DT | +/− | Kwalificatie                      |     | URS | NOR | NED | CYP |
| --- | ----------- | --- | - | - | - | --- | -- | -- | --- | --------------------------------- | --- | --- | --- | --- | --- |
| 1   | Sovjet-Unie | 6   | 6 | 0 | 0 | 12  | 13 | 2  | +11 | Geplaatst voor het hoofdtoernooi. |     | —   | 3–0 | 2–1 | 2–0 |
| 2   | Noorwegen   | 6   | 2 | 2 | 2 | 6   | 8  | 7  | +1  |                                   |     | 0–1 | —   | 2–2 | 1–0 |
| 3   | Nederland   | 6   | 1 | 2 | 3 | 4   | 6  | 13 | −7  |                                   | 0–3 | 1–5 | —   | 2–1 |     |
| 4   | Cyprus      | 6   | 0 | 2 | 4 | 2   | 2  | 7  | −5  |                                   | 1–2 | 0–0 | 0–0 | —   |     |

### Groep 3
De wedstrijden werden gespeeld tussen 26 oktober 1988 en 29 november 1989.
| Pos | Team              | Wed | W | G | V | Ptn | DV | DT | +/− | Kwalificatie                      |     | ENG | FRA | TCH | GRE |
| --- | ----------------- | --- | - | - | - | --- | -- | -- | --- | --------------------------------- | --- | --- | --- | --- | --- |
| 1   | Engeland          | 6   | 3 | 2 | 1 | 8   | 10 | 2  | +8  | Geplaatst voor het hoofdtoernooi. |     | —   | 1–1 | 1–0 | 5–0 |
| 2   | Frankrijk         | 6   | 2 | 3 | 1 | 7   | 6  | 5  | +1  |                                   |     | 0–0 | —   | 1–0 | 1–2 |
| 3   | Tsjecho-Slowakije | 6   | 2 | 2 | 2 | 6   | 4  | 3  | +1  |                                   | 1–0 | 0–0 | —   | 0–0 |     |
| 4   | Griekenland       | 6   | 1 | 1 | 4 | 3   | 5  | 15 | −10 |                                   | 0–3 | 2–3 | 1–3 | —   |     |

### Groep 4
De wedstrijden werden gespeeld tussen 12 oktober 1988 en 6 december 1989.
| Pos | Team        | Wed | W | G | V | Ptn | DV | DT | +/− | Kwalificatie                      |     | POR | ITA | ALB | ZWI |
| --- | ----------- | --- | - | - | - | --- | -- | -- | --- | --------------------------------- | --- | --- | --- | --- | --- |
| 1   | Portugal    | 6   | 5 | 1 | 0 | 11  | 11 | 1  | +10 | Geplaatst voor het hoofdtoernooi. |     | —   | 0–0 | 2–1 | 2–0 |
| 2   | Italië      | 6   | 4 | 1 | 1 | 9   | 10 | 3  | +7  |                                   |     | 0–2 | —   | 1–0 | 5–0 |
| 3   | Albanië     | 6   | 1 | 0 | 5 | 2   | 6  | 8  | −2  |                                   | 0–2 | 1–2 | —   | 4–0 |     |
| 4   | Zwitserland | 6   | 1 | 0 | 5 | 2   | 1  | 16 | −15 |                                   | 0–3 | 0–2 | 1–0 | —   |     |

### Groep 5
De wedstrijden werden gespeeld tussen 12 oktober 1988 en 8 november 1989.
| Pos | Team                           | Wed | W | G | V | Ptn | DV | DT | +/− | Kwalificatie                      |     | BEL | YUG | WAL | GDR |
| --- | ------------------------------ | --- | - | - | - | --- | -- | -- | --- | --------------------------------- | --- | --- | --- | --- | --- |
| 1   | België                         | 6   | 3 | 1 | 2 | 7   | 10 | 6  | +4  | Geplaatst voor het hoofdtoernooi. |     | —   | 2–1 | 5–1 | 1–1 |
| 2   | Joegoslavië                    | 6   | 3 | 0 | 3 | 6   | 8  | 7  | +1  |                                   |     | 1–0 | —   | 4–1 | 1–2 |
| 3   | Wales                          | 6   | 2 | 2 | 2 | 6   | 7  | 10 | −3  |                                   | 2–0 | 2–0 | —   | 0–0 |     |
| 4   | Duitse Democratische Republiek | 6   | 1 | 3 | 2 | 5   | 4  | 6  | −2  |                                   | 0–2 | 0–1 | 1–1 | —   |     |

### Groep 6
De wedstrijden werden gespeeld tussen 12 oktober 1988 en 28 november 1989. IJsland trok zich terug uit deze poule.
| Pos | Team      | Wed | W | G | V | Ptn | DV | DT | +/− | Kwalificatie                      |     | IRL | BUL | MLT | ISL |
| --- | --------- | --- | - | - | - | --- | -- | -- | --- | --------------------------------- | --- | --- | --- | --- | --- |
| 1   | Ierland   | 4   | 3 | 0 | 1 | 6   | 8  | 1  | +7  | Geplaatst voor het hoofdtoernooi. |     | —   | 3–0 | 1–0 | 3–0 |
| 2   | Bulgarije | 4   | 3 | 0 | 1 | 6   | 4  | 4  | 0   |                                   |     | 1–0 | —   | 1–0 | —   |
| 3   | Malta     | 4   | 0 | 0 | 4 | 0   | 1  | 8  | −7  |                                   | 0–3 | 1–2 | —   | —   |     |
| 4   | IJsland   | 1   | 0 | 0 | 1 | 0   | 0  | 3  | −3  | Teruggetrokken na 1 wedstrijd.    |     | —   | —   | —   | —   |

### Groep 7
De wedstrijden werden gespeeld tussen 16 november 1988 en 22 november 1989.
| Pos | Team       | Wed | W | G | V | Ptn | DV | DT | +/− | Kwalificatie                      |     | ESP | DEN | ROM | OOS |
| --- | ---------- | --- | - | - | - | --- | -- | -- | --- | --------------------------------- | --- | --- | --- | --- | --- |
| 1   | Spanje     | 6   | 4 | 1 | 1 | 9   | 12 | 7  | +5  | Geplaatst voor het hoofdtoernooi. |     | —   | 4–2 | 0–0 | 3–1 |
| 2   | Denemarken | 6   | 2 | 2 | 2 | 6   | 11 | 10 | +1  |                                   |     | 2–0 | —   | 2–2 | 4–1 |
| 3   | Roemenië   | 6   | 1 | 4 | 1 | 6   | 7  | 7  | 0   |                                   | 1–3 | 0–0 | —   | 0–0 |     |
| 4   | Oostenrijk | 6   | 0 | 3 | 3 | 3   | 4  | 10 | −6  |                                   | 1–2 | 0–0 | 1–1 | —   |     |

### Groep 8
De wedstrijden werden gespeeld tussen 21 september 1988 en 29 november 1989.
| Pos | Team      | Wed | W | G | V | Ptn | DV | DT | +/− | Kwalificatie                      |     | HUN | TUR | FIN | LUX |
| --- | --------- | --- | - | - | - | --- | -- | -- | --- | --------------------------------- | --- | --- | --- | --- | --- |
| 1   | Hongarije | 6   | 4 | 2 | 0 | 10  | 14 | 2  | +12 | Geplaatst voor het hoofdtoernooi. |     | —   | 2–2 | 3–0 | 6–0 |
| 2   | Turkije   | 6   | 3 | 3 | 0 | 9   | 12 | 6  | +6  |                                   |     | 0–0 | —   | 1–0 | 3–1 |
| 3   | Finland   | 6   | 2 | 1 | 3 | 5   | 12 | 8  | +4  |                                   | 0–1 | 2–2 | —   | 5–1 |     |
| 4   | Luxemburg | 6   | 0 | 0 | 6 | 0   | 3  | 25 | −22 |                                   | 0–2 | 1–4 | 0–5 | —   |     |